# Triglia (Nea Propondida)
Triglia (griechisch Τριγλία, (f. sg.)); offizielle Bezeichnung Dimotiki Enotita Triglias, (Δημοτική Ενότητα Τριγλίας) ist ein Gemeindebezirk der Gemeinde Nea Propondida im Westen der Halbinsel Chalkidiki in der griechischen Region Zentralmakedonien. Er entstand 1997 als selbständige Gemeinde im Rahmen der griechischen Kommunalverwaltungsreform Schedio Kapodistrias durch Zusammenlegung der bis dahin eigenständigen Gemeinden Nea Triglia, Nea Plagia, Eleochoria und Petralona. Der Verwaltungssitz der Gemeinde war deren größte Ortschaft Nea Triglia, von der sich auch der Name der Gemeinde ableitet.
Das Gebiet liegt im Westen der Präfektur Chalkidiki in der während der Antike als Bottike bezeichneten Region. Es erstreckt sich von der Westküste der Halbinsel Chalkidiki in Richtung Nordosten bis auf den südlich des Anthemous-Tals befindlichen Gebirgszug. Der höchste Punkt der Gemeinde ist der nordöstlich der Ortschaft Petralona liegende Berg Katsika (Höhe 542 m). In diesem Berg befindet sich die Tropfsteinhöhle von Petralona, in deren Hohlräumen 1960 Überreste eines Urmenschen und Überreste von urzeitlichen Tieren gefunden worden sind.
Zu den Ortschaften und Siedlungen Triglias siehe Nea Propondida#Gemeindegliederung.